# Televisions Digitals Independents de Proximitat
Televisions Digitals Independients de Proximitat es una asociación de televisiones locales privadas. El presidente de la asociación es Frederic Cano.
El grupo también ha trasladado la experiencia al mercado radiofónico y ha creado Emissores Catalanes Audiovisuals de Proximitat. 

## Canales integrados

### Baleares
- Fibwi4: Toda la comunidad

### Cataluña
- Canal Taronja: Manresa, Igualada y Vic
- 4TV: Vilanova Geltrú y Tarragona
- Costa Brava TV: Palafrugell
- EBRE Imatge i Comunicació: Tortosa
- Empordà Televisió: Figueres
- ETV Llobregat: Esplugues de Llobregat
- Mola TV: Sabadell
- Pirineus TV: Seu Urgell
- TV Ripollès: Ripollés

### Comunidad Valenciana
- Castelló Nord TV: Morella

### Italia,Alguer
- Catalán TV